# حزب کارگران ایتالیا
حزب کارگران ایتالیا (به ایتالیایی: Partito Operaio Italiano) (اختصاری: POI) یک حزب سیاسی با ایدئولوژی سوسیالیسم در کشور ایتالیا بود.
این حزب در سال ۱۸۸۳ توسط جوزپه کروچه و کوستانتینو لازاری در میلان تأسیس شد و توسط اتحادیه سوسیالیست میلانی فیلیپو توراتی حمایت خارجی شد. در سال ۱۸۹۲ این حزب با حزب سوسیالیست انقلابی ایتالیا آندره کوستا و لیگ سوسیالیست ادغام شد و حزب سوسیالیست ایتالیا را به رهبری فیلیپو توراتی تشکیل داد.
در سال ۱۸۹۲ این حزب به «حزب کارگران ایتالیا» (Partito dei Lavoratori Italiani) جدید پیوست، که نام خود را در سال ۱۸۹۳ به «حزب سوسیالیست کارگران ایتالیا» (Partito Socialista dei Lavoratori Italiani) و در سال ۱۸۹۵ به حزب سوسیالیست ایتالیا (Partito) تغییر داد.